# Hans-Reinhard Meyer-Piening
Hans-Reinhard Meyer-Piening (* 2. Februar 1937 in Bremen; † 12. März 2013 in Gossau ZH) war ein deutscher Maschinenbauingenieur und Professor an der ETH Zürich.

## Leben
Hans-Reinhard Meyer-Piening studierte von 1956 bis 1962 Flugzeug- und Leichtbau an der Universität Braunschweig. Er erhielt ein Stipendium für ein Weiterbildungsstudium am Massachusetts Institute of Technology (MIT), Cambridge und erwarb dort im Jahr 1963 den Grad eines Master of Science mit einer Arbeit über Grenzschichtbeeinflussung. Ab 1964 war er Mitarbeiter am Institut für Flugzeugbau der am Deutschen Forschungs- und Versuchsanstalt für Luft- und Raumfahrt (DFVLR) in Braunschweig. Seine Dissertation beschäftigte sich mit der Lösung der Schalengleichungen dünnwandiger Kreiszylinder im Nachbeulbereich (1970). SIA Seine Doktorarbeit wurde später ausgezeichnet mit dem Hugo-Junkers-Preis der DFVLR. Im Herbst 1969 war er Mitglied einer Kommission zur Untersuchung der Flugunfälle der ELDO-A-Rakete. 1970 Jahr wechselte er in die Firma Erno-Raumfahrttechnik und übernahm die Leitung der Abteilung für Dynamische Stabilität und Festigkeit. Im Jahr 1971 hatte er Gelegenheit zur Mitarbeit am Angebot der Firma McDonnell Douglas in St. Louis, Miss. für den Space Shuttle. Von 1972 bis 1981 koordinierte er bei der ERNO-Raumfahrttechnik in Bremen unter anderem die Strukturanalysen für das europäische Raumfahrtprojekt Spacelab sowie die Qualifikationsnachweise diverser Spacelab-Komponenten und -Experimente. 1981 wurde er schließlich vom Bundesrat zum ordentlichen Professor für Leichtbau der ETH Zürich gewählt. Hans-Reinhard Meyer-Piening war über mehr als zwanzig Jahre Vorsteher des Instituts für Leichtbau und Seilbahntechnik der ETH Zürich. Er emeritierte am 1. April 2002.

## Forschung
Er war ein weltweit anerkannter Experte im Bereich der Stabilität, Integrität und Konstruktion von neuartigen Leichtbausystemen. Sein Interesse lag vorrangig in der Statik und Dynamik von Schalentragwerken des Leichtbaus und insbesondere des Flugzeugbaus.